# Équipe d'Israël de rugby à XV
L'équipe d'Israël de rugby à XV rassemble les meilleurs joueurs de rugby à XV d'Israël. Elle est membre de la FIRA – Association européenne de rugby depuis 1981 et membre de l'International Rugby Board depuis 1988. Depuis sa création elle a disputé 72 matchs officiels, elle en a gagné 33, perdus 37 et fait deux matchs nuls. En 2011, l'équipe joue dans la division 2C du Championnat européen des nations. Elle est classée 48e au classement de l'International Rugby Board le 3 juin 2013.

## Histoire

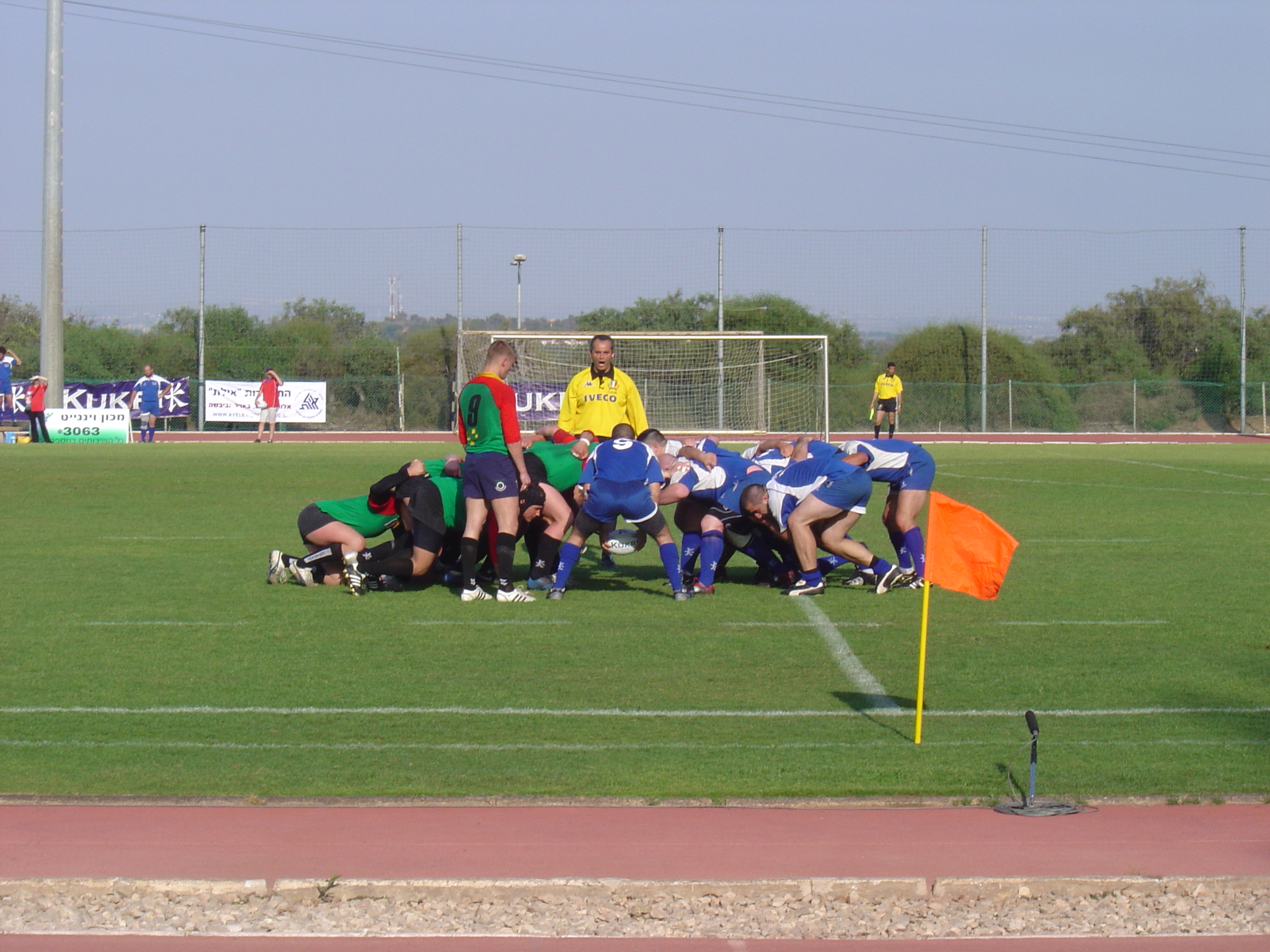
Mêlée lors du match entre Israël et la Lituanie le 23 mai 2009 avec introduction du demi Nicolas SEMMER

L'équipe intègre la FIRA – Association européenne de rugby en 1981 et dispute son premier match à l'extérieur le 25 mai 1981 contre la Suisse, rencontre qui se solde par un match nul 9 partout. Son second match, son premier match à domicile, a lieu le 30 avril 1989 également contre la Suisse et se solde par une défaite sur le score de 15 à 22. En 1988, elle devient membre de l'International Rugby Board. L'équipe a affronté 25 équipes différentes depuis sa création[réf. nécessaire]. En 2010, elle remporte la division 3C du championnat européen des nations en ne perdant aucun match et accède à la division 2C pour la saison 2010-2012. En 2012, elle remporte la division 3C du championnat européen des nations
Sa plus large victoire est obtenue le 2 mai 2009 contre la Finlande sur un score de 70 à 8 à domicile, il s'agit aussi du plus grand nombre de points marqués par l'équipe au cours d'un match. Sa plus lourde défaite est enregistrée le 3 novembre 1993 contre les Pays-Bas sur un score de 56 à 0. Enfin, l'équipe a encaissé le plus grand nombre de points lors de la défaite contre la Lituanie le 23 octobre 2004 sur le score de 60 à 7. Israël connaît sa plus longue série de défaites avec six consécutives pendant la période du 15 mai 2001 au 1er juin 2002[réf. nécessaire], et sa plus longue série de victoires consécutives avec 11 victoires consécutives du 14 mai 2011 au 26 octobre 2013[réf. nécessaire]. Depuis sa création l'équipe a disputé 82 matchs officiels, elle en a gagné 41, perdus 3 et fait 2 matchs nuls[réf. nécessaire]. Elle a affronté 25 équipes nationales différentes, elle en a battu 16 équipes donc il y a 9 équipes qui n'ont jamais été battu par Israël, il y a 21 équipes qui ont déjà battues Israël donc 4 n'ont jamais battu Israël[réf. nécessaire].

## Palmarès
- Vainqueur de la division 3C du Championnat européen des nations en 2010
- Vainqueur de la division 2C du Championnat européen des nations en 2012
- Vainqueur de la division 2B du Championnat européen des nations en 2014

## Parcours en coupe du monde
- 1987 : non invitée
- 1991 : pas qualifiée
- 1995 : pas qualifiée
- 1999 : pas qualifiée
- 2003 : pas qualifiée
- 2007 : pas qualifiée
- 2011 : pas qualifiée
- 2015 : pas qualifiée
- 2019 : pas qualifiée
- 2023 : pas qualifiée